# 項聲
項聲，生卒年不詳，秦朝人，西楚將領。
前205年，原本歸屬於西楚的九江王英布被漢隨何勸降，項聲與龍且一同進攻英布領地淮南，攻擊數個月後，大破英布軍，將英布的家眷殺死。
前203年，漢將韓信進攻齊王田廣，項聲隨龍且集號稱二十萬部隊援救齊軍。被陳武、蔡寅、丁复、王周、陈涓、吕泽聯軍擊敗。
後來鎮守下邳，漢將彭越渡過睢水攻擊項聲及薛公，被擊敗，薛公被杀。以後之事並未記載。